# Castello delle Forme
Castello delle Forme è una frazione del comune di Marsciano (PG). È abitato da 147 persone.
Secondo alcuni le "forme" menzionate nel nome indicano "le scarpe": infatti il paese da sempre è stato domicilio di calzolai (dai primi del '900) e nei borghi si trovavano diverse botteghe di artigiani che possedevano tutti gli strumenti per riparare le calzature. Molto più probabilmente però il nome che già rinveniamo in documenti medioevali richiama l'esistenza in loco di molte sorgenti e pozzi d'acqua utilizzati dalla popolazione del Castello.

## Geografia
Il borgo è situato nella media valle del Tevere ed ha l'aspetto di un castello isolato su un colle che domina tale fiume (269 m s.l.m.), lungo la provinciale SP375/3 e fra la SP375/1 (strada provinciale di Marsciano) e la SR317, nota anche come Marscianese, a breve distanza da San Valentino della Collina. La frazione è ubicata a 12 km su strada a nord del capoluogo comunale e a 18 km, sempre su strada, a sud di Perugia. 

## Clima
Il clima di Castello delle Forme è di tipo temperato sublitoraneo con una media annuale di 13,9 °C ed è caratterizzato da inverni relativamente miti (la temperatura media sia di gennaio sia di febbraio, i mesi più freddi, è di 6 °C) ed estati piuttosto calde (la temperatura media del mese più caldo, agosto, è di 23,5 °C). Nel corso dell'anno si registrano mediamente 39 giorni circa di gelo distribuiti tra ottobre e maggio. Le precipitazioni sono generalmente comprese fra i 450 e i 500 mm annuali. Nei mesi invernali possono prodursi precipitazioni nevose (mediamente 1 o 2 giorni all'anno)
| Castello delle Forme (PG) | Gen | Feb  | Mar | Apr | Mag | Giu | Lug | Ago | Set | Ott | Nov | Dic | Anno |
| ------------------------- | --- | ---- | --- | --- | --- | --- | --- | --- | --- | --- | --- | --- | ---- |
| Tp. max. media (°C)       | 9   | 10   | 14  | 17  | 22  | 26  | 30  | 31  | 25  | 20  | 14  | 10  | 19   |
| Tp. min. media (°C)       | 3   | 2    | 4   | 7   | 10  | 14  | 16  | 16  | 13  | 10  | 6   | 4   | 8,8  |
| Giorni di gelo            | 9,8 | 10,3 | 6,3 | 1,4 | 0,1 | 0   | 0   | 0   | 0   | 0,3 | 2,7 | 8,0 | 38,9 |
| Precipitazioni (mm)       | 47  | 45   | 40  | 45  | 31  | 16  | 11  | 11  | 32  | 53  | 77  | 61  | 469  |
| Neve (giorni)             | 0,5 | 0,7  | 0,1 | 0   | 0   | 0   | 0   | 0   | 0   | 0   | 0   | 0,4 | 1,7  |

## Storia
Le origini del Castello delle Forme risalgono probabilmente al periodo romano e ciò lo si deduce dalla urbanistica del borgo in cui le vie si incrociano perpendicolarmente dando forma a quella struttura di "cardo" e "decumano" tipici dei castri romani e molto poco comune invece nella maggior parte dei borghi umbri di origine strettamente medievale.
Nel vocabolo "Campo Filoncia" è stata comunque rinvenuto l'ingresso ad un cunicolo e, forse, ad una tomba di età etrusca, a testimoniare l'antico insediamento in questi luoghi. Del Castello di trova documentazione già dal 1163, quando il Barbarossa cita, nel suo diploma, la chiesa in esso contenuta. La sua posizione strategica, a guardia della riva destra del Tevere, permetteva il controllo della strada che conduceva da Perugia a Roma, anticamente percorsa dai mulattieri che si riunivano qui e poi scendevano in pianura.
Nel 1312 dovette subire l'assalto delle soldatesche di Enrico VII di Lussemburgo, in occasione del quale i Della Corgna valorosamente riuscirono a respingere le forze imperiali difendendo i loro possedimenti ed il loro Palazzo nel Castello dimostrando già un coinvolgimento attivo in quell'area a sud di Perugia. Qualche anno più in avanti il castello fu conquistato dal fuoriuscito perugino Armanno Guidaletti che lo restituí poi libero a seguito di un accordo formale. Porta San Pietro a Perugia era infatti il riferimento per questo castrum, che doveva pagare regolarmente un tributo al capitano del contado. Durante la guerra del sale, che oppose Perugia allo Stato Pontificio, il castello rimase fedele alla Chiesa, ma ciò non lo risparmio dalla devastazione delle truppe papali che lo assediarono e lo saccheggiarono comunque in una delle più cruente battaglie della storia del borgo. Il Castello delle Forme per la sua fedeltà al Papa e come risarcimento per tale ingiustificata violenza venne poi dispensato dal pagamento delle imposte per quindici anni, a partire dal 1545.
La zona come detto era feudo dei duchi Della Corgna ed il palazzo, nella piazza principale, mantiene ancora i fregi dell'albero di corniolo incisi nelle grate metalliche sovrastanti i portoni principali. All'interno del Palazzo Della Corgna di Castello delle Forme sono ancora visibili altre testimonianze come un affresco di una "madonna col bambino" al cui fianco emerge lo stemma con l'albero di Corniolo lo stesso visibile anche in un più ampio affresco riprodotto sotto la torre campanaria del paese. 
Altri precisi elementi architettonici all'interno del Palazzo come i resti di un antico capitello nel loggiato ovest ma anche i conci in pietra bugnata nonché le notevoli volte e le arcate del piano terra denotano le sue prime origini risalenti probabilmente al XIII secolo. Sul lato Ovest del Castello una splendido "hortus conclusus" tuttora ricco di erbe aromatiche ed alberi da frutto lascia spazio ad una balconata che permette allo sguardo di spaziare per decine di miglia verso nord fino a Torgiano, Perugia ed oltre.
La parte alta del Palazzo della Corgna fu sicuramente riedificata all'inizio del XVIII secolo e ciò lo si deduce da una formella in cotto murata sul retro del primo piano con una incisione datata 1708 ma soprattutto dal fatto che gli ultimi due piani evidenziano una struttura meno antica ed appunto più simile a gran parte degli altri corpi edificati a cavallo e dopo il rinascimento sulla piazza del Castello con mattoni di manifattura locale quando probabilmente il palazzo stesso era già stato annesso ai possedimenti della nobile famiglia perugina dei Boncambi.
Da notare sono poi i resti di una antica grande meridiana che si intravedono ancora sul lato destro della facciata principale del palazzo mentre al suo interno alcuni arredi ed utensili agresti e di cucina(quello che forse é l'unico "Ferro da Cialda" del borgo e stato rinvenuto nelle cucine del primo piano) narrano ancora della sua nobile origine così come mentre nei piani alti rimangono tuttora intatti gli appartamenti settecenteschi della servitù, nei piani interrati ci sono ancora le cantine ricavate tra le volte che collegavano le fondazioni dei setti murari del castello. Impossibile poi non menzionare le memorie dei vecchi abitanti del borgo che ricordano la presenza in quel palazzo non solo della scuola del paese fino a tutti gli anni '50 del XX secolo me anche di un terrificante "tracasello" (botola) in fondo al quale una serie di spade affilate portava alla morte gli eretici ivi gettati ai tempi dell'inquisizione. Tale botola non è ancora stata rinvenuta sebbene i setti murari adiacenti il campanile dove si dice il pertugio sia stato murato negli anni sessanta, non siano stati ancora sfondati.
Il Palazzo di Castello delle Forme si può dunque annoverare tra le più pregevoli dimore della famiglia Della Corgna. Insieme ai più noti e blasonati edifici di Castiglion del Lago, di Città della Pieve e Colle Umberto I esso fu certamente tra i palazzi preferiti dal Duca Ascanio e per il quale evidenti testimonianze scritte evidenziano come suo fratello, Cardinale perugino della chiesa di Roma spesso a lui si raccomandava per proteggere i possedimenti di famiglia nella zona, i paesani del castello stesso ed I loro diritti.
La famiglia, nei pressi dell'antica chiesa di S. Costanzo, aveva poi anche una residenza di campagna, sul cui ingresso ancora oggi è visibile lo stemma gentilizio.
Nel XVIII secolo Castello delle Forme ebbe infine un altro cittadino illustre, Giovanni Lupattelli, noto ebanista chiamato a Roma da Papa Pio VI per eseguire numerosi e famosissimi lavori lignei in San Pietro. Tornato in Umbria con sua moglie, Giovanna Caselli di Deruta, fu eletto consigliere nel distretto di quest'ultima città. Morì probabilmente nel primo decennio dell'Ottocento.

## Monumenti e luoghi d'interesse
- Torre e mura medievali (XIV secolo), torre campanaria a pianta quadrata a nord, torre circolare a nord est
- Due archi, testimonianza di porte di ingresso al castello, a nord e ad est: sopra il primo, oltre alla torre campanaria, resti di una pittura raffigurante sant'Elpidio, forse del XVIII secolo, sotto cui si intravede ancora qualche cenno di un dipinto molto più antico, in attesa di restauro
- Chiesa parrocchiale di Santa Maria delle Grazie (fine XX secolo), costruita sull'ampliamento di una chiesa forse medioevale, di una certa importanza secondo il Catasto pontificio del 1830 e in base ai resti di affreschi venuti alla luce durante il recente restauro. La chiesa subì seri danni con il terremoto del 1997 ed è stata riaperta alle celebrazioni nel settembre del 2007. Sono stati sostituiti l'imponente Altare Maggiore e gli altarini laterali, non vi si trovano più due grandi lampadari "a goccia". Notevoli un affresco della Madonna, forse "della Fonte", una tela raffigurante San Sebastiano, il Battistero di Francesco Biscarini, Via Crucis policrome
- Chiesa di S. Costanzo, di cui rimane solo una parte del campaniletto a vela

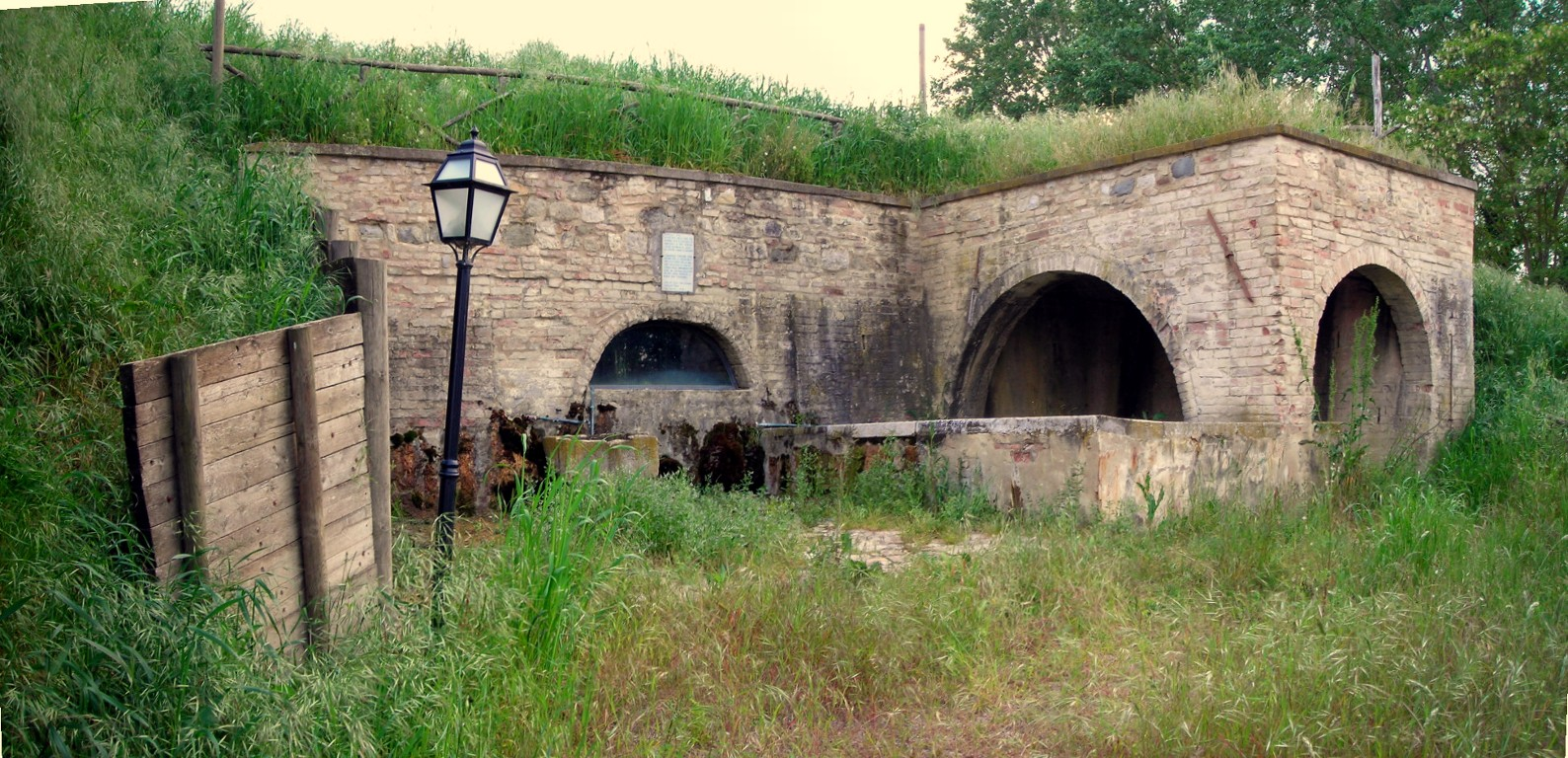
La fonte di San Costanzo, in precario stato di conservazione.

- Fonte di S. Costanzo, fatta edificare nel 1296 dai magistrati perugini, ancor oggi funzionante e localizzata in prossimità del castello, sulla strada che lo congiunge a Sant'Enea. La fonte era di uso esclusivo della popolazione di Castello delle Forme e del vicino villaggio di San Costanzo delle Abbadesse e aveva varie funzioni, fra cui quelle di approvvigionare di acqua potabile i residenti di entrambe le località, di fungere da lavatoio, grazie ad apposite vasche per fare il bucato, fino almeno agli anni 60 del Novecento, e, probabilmente, anche quella di trasformarsi, alla bisogna, in abbeveratoio per animali.
- Pozzo circolare, della fine del 1800, sormontato da una copertura a cupola con in cima un fregio simboleggiante un melone, o una zucca, comunque vegetali ricchi di acqua: fu costruito da un artigiano del luogo, Forasiepi Florido
- Due chiesette medioevali, di cui ne esiste solo fievolissima memoria: Santa Caterina e S. Andrea. Forse della seconda è stata scoperta l'ubicazione in seguito alla ristrutturazione di una casa
- Piazza principale, con la torre campanaria e il palazzotto signorile, appartenuto ai Della Corgna: al centro, dopo la recente pavimentazione, c'è la mappa del castello
- Due piazze di minore estensione da cui si gode un vasto e interessante panorama
- Le vie (i "borghi") confluiscono ad angolo retto sulla via principale, il che farebbe pensare ad un castrum di epoca romana.

## Società
Abitanti censiti

## Sport
- Area degli impianti sportivi
- Aviosuperficie "Peter Pan"
- Calcio Castello delle Forme (2ª categoria)

## Galleria d'immagini

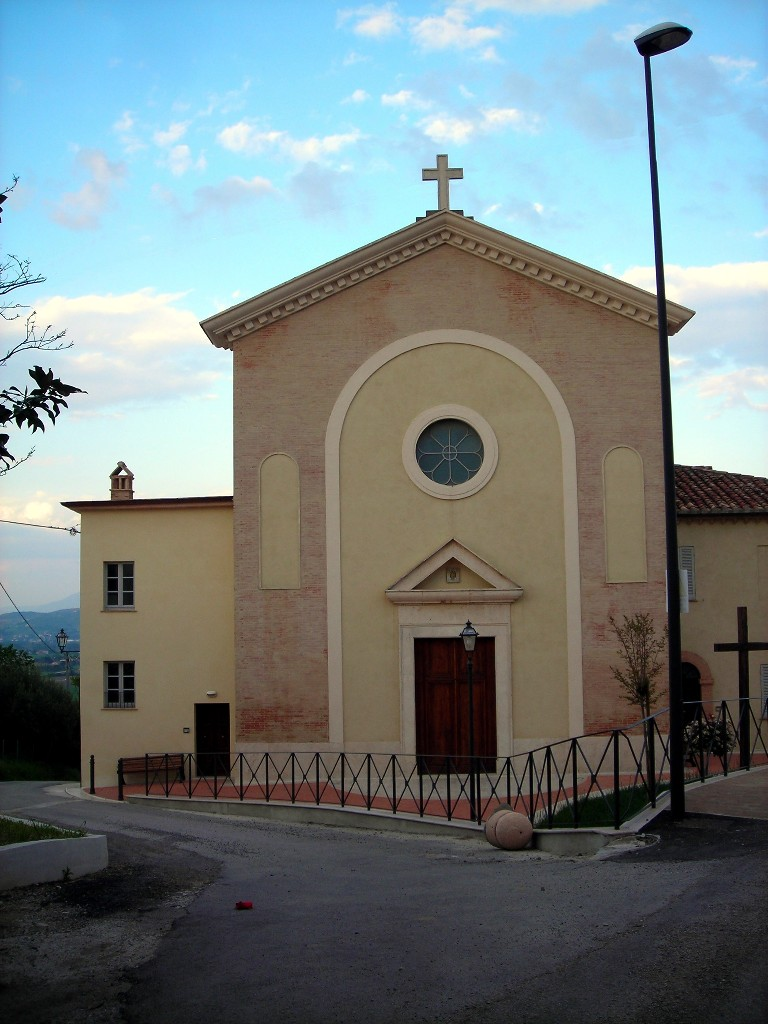
La chiesa parrocchiale di Santa Maria delle Grazie.
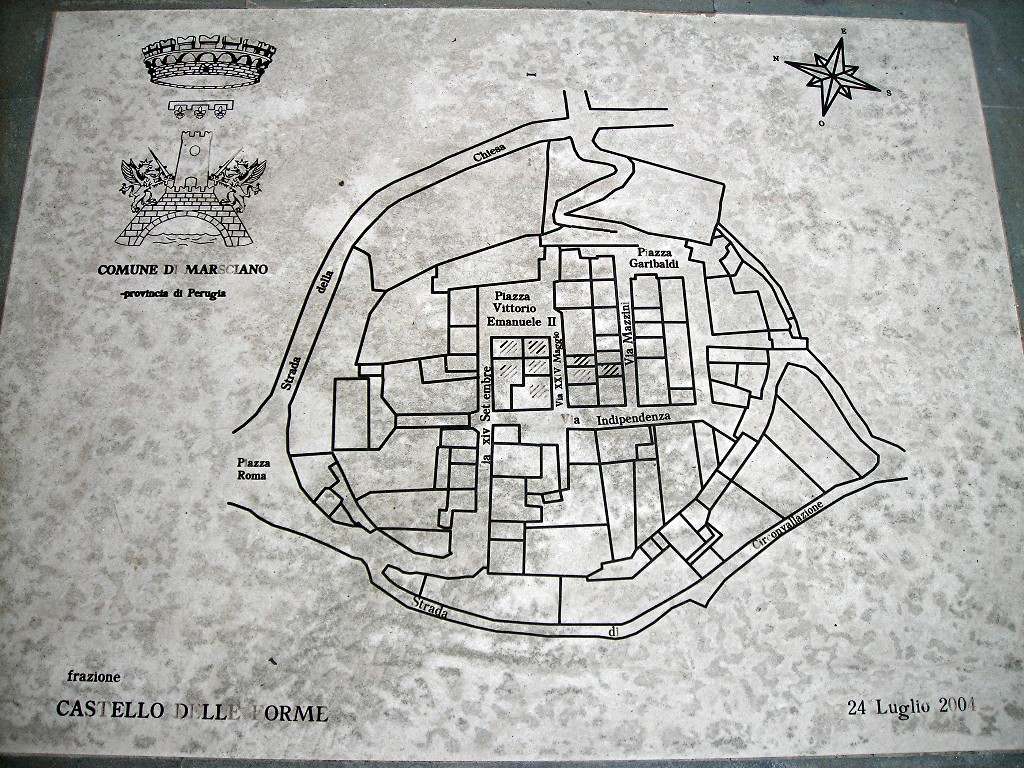
Mappa lapidea del paese, posta al centro della piazza.
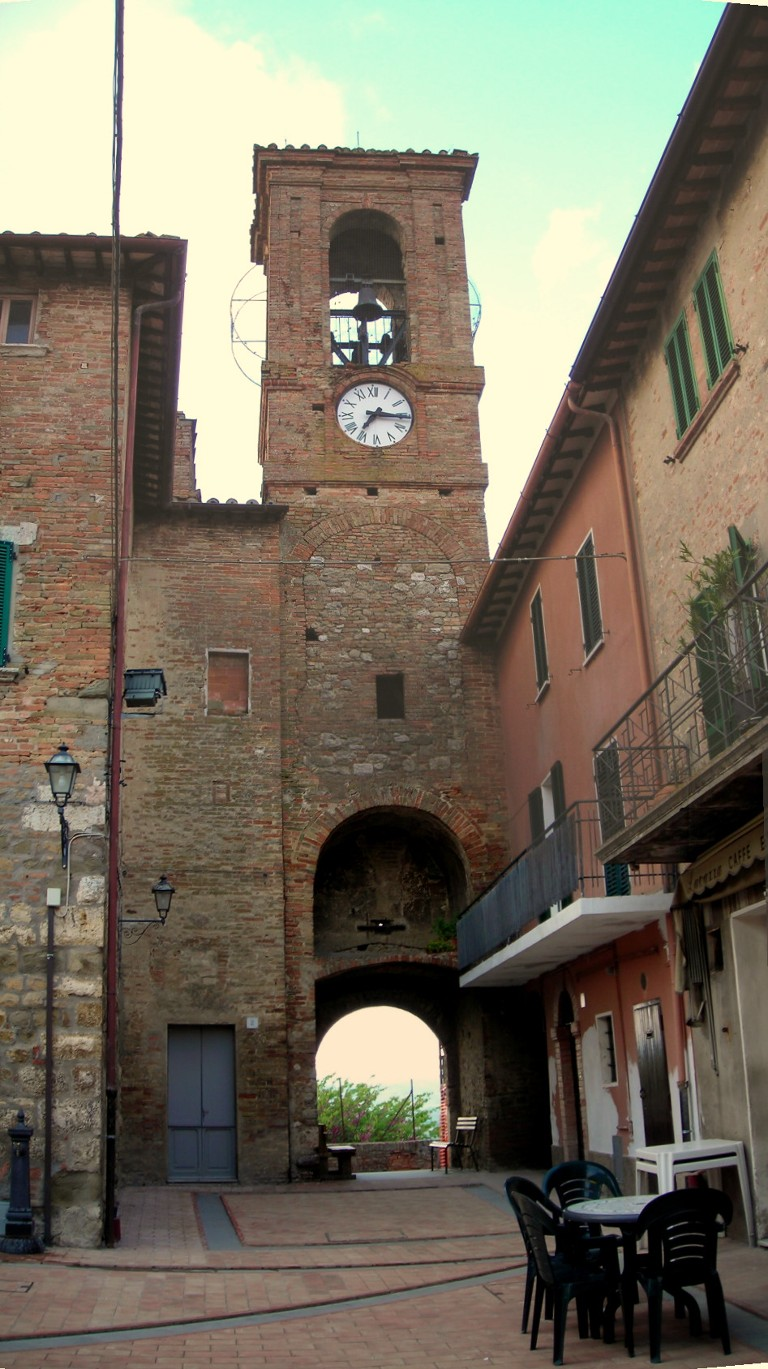
La torre vista dall'interno del castello; si nota la nicchia con gli affreschi.
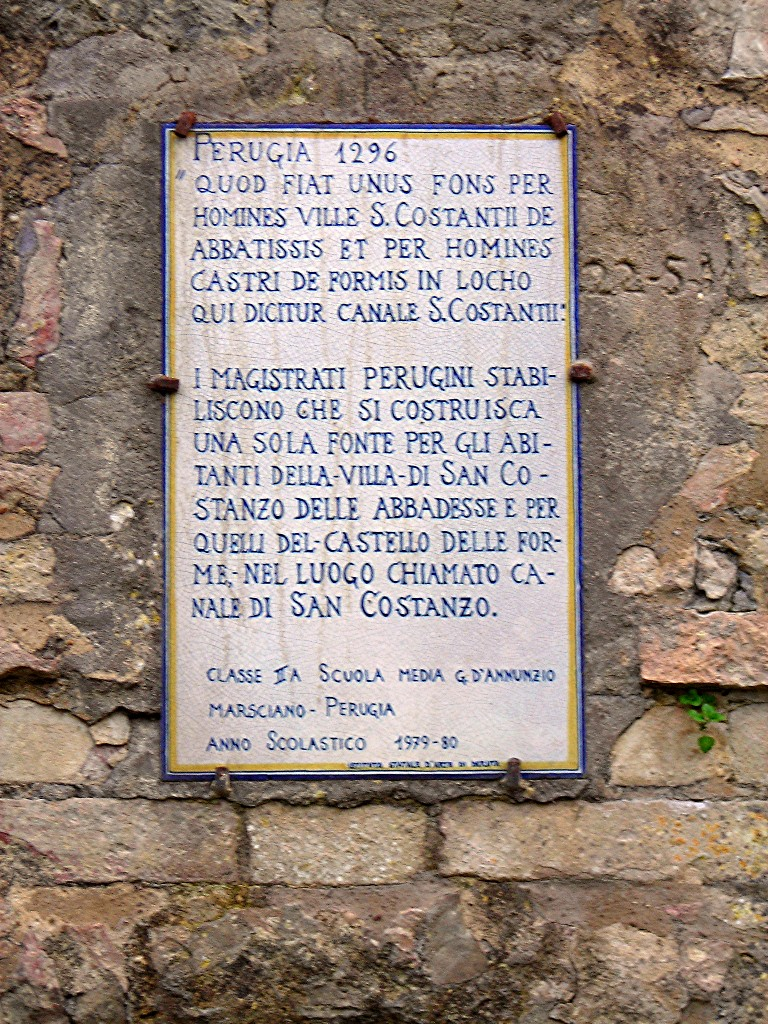
Targa che ricorda l'epoca ed il fatto di costruzione della fonte.
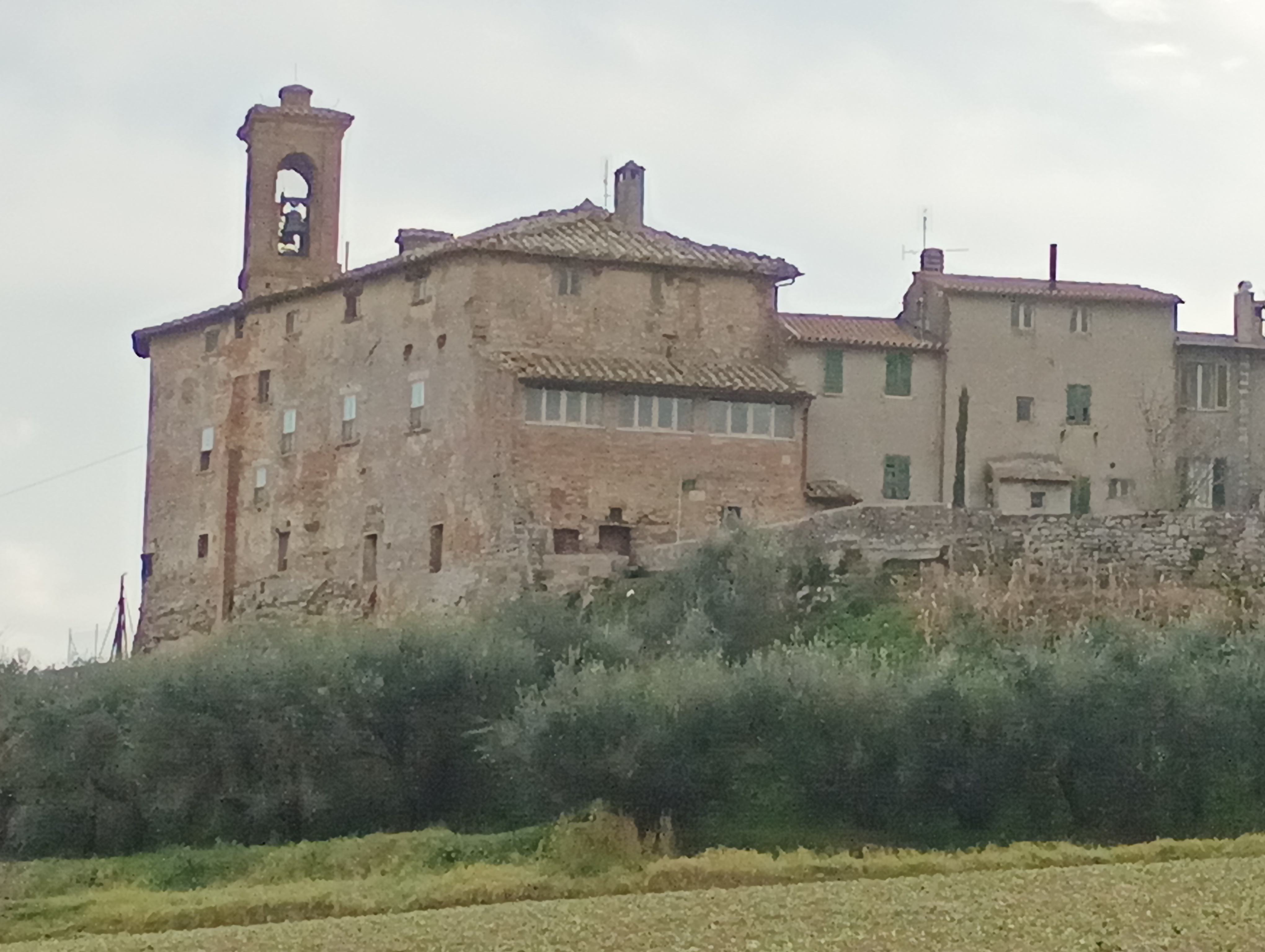
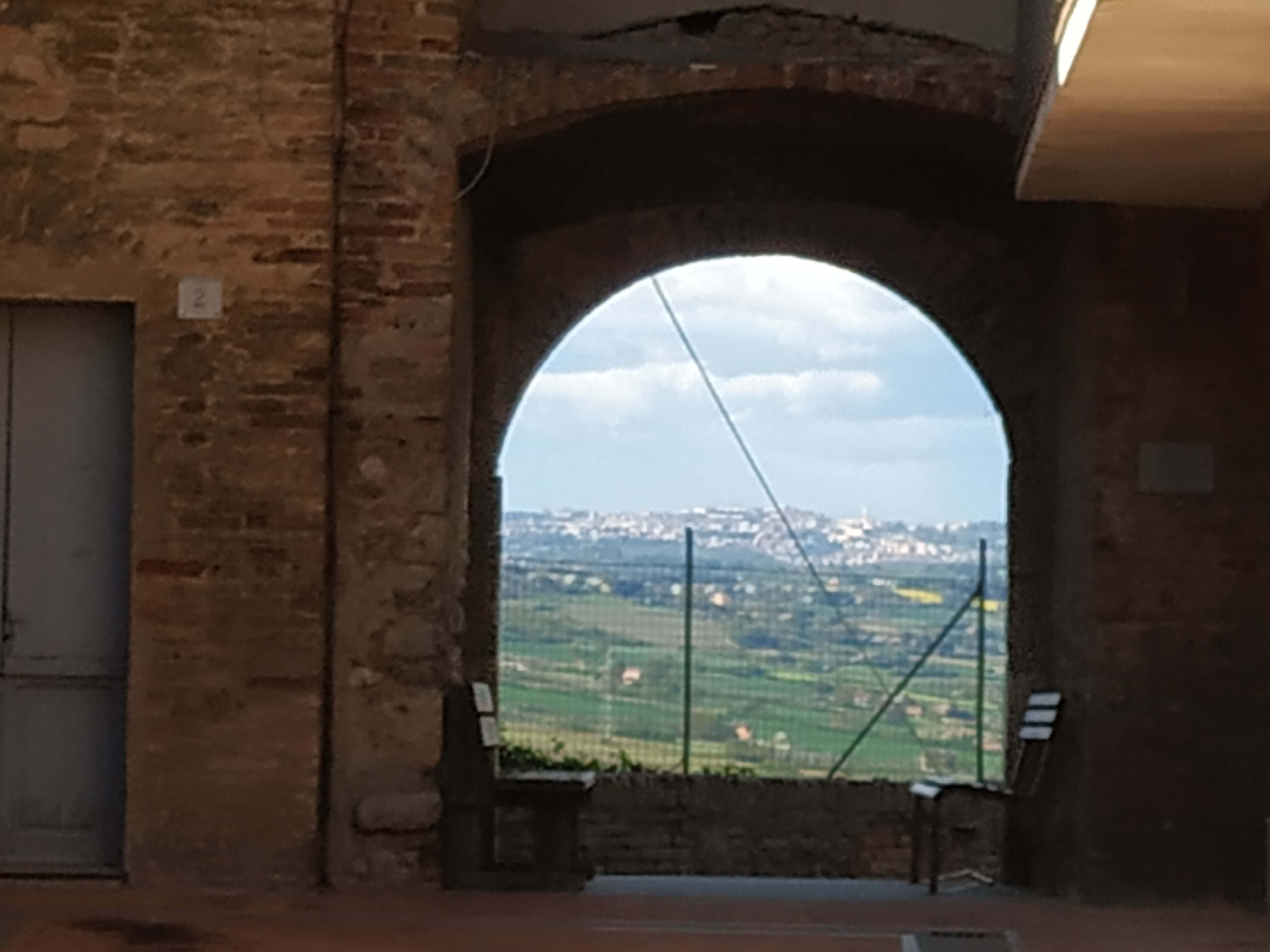
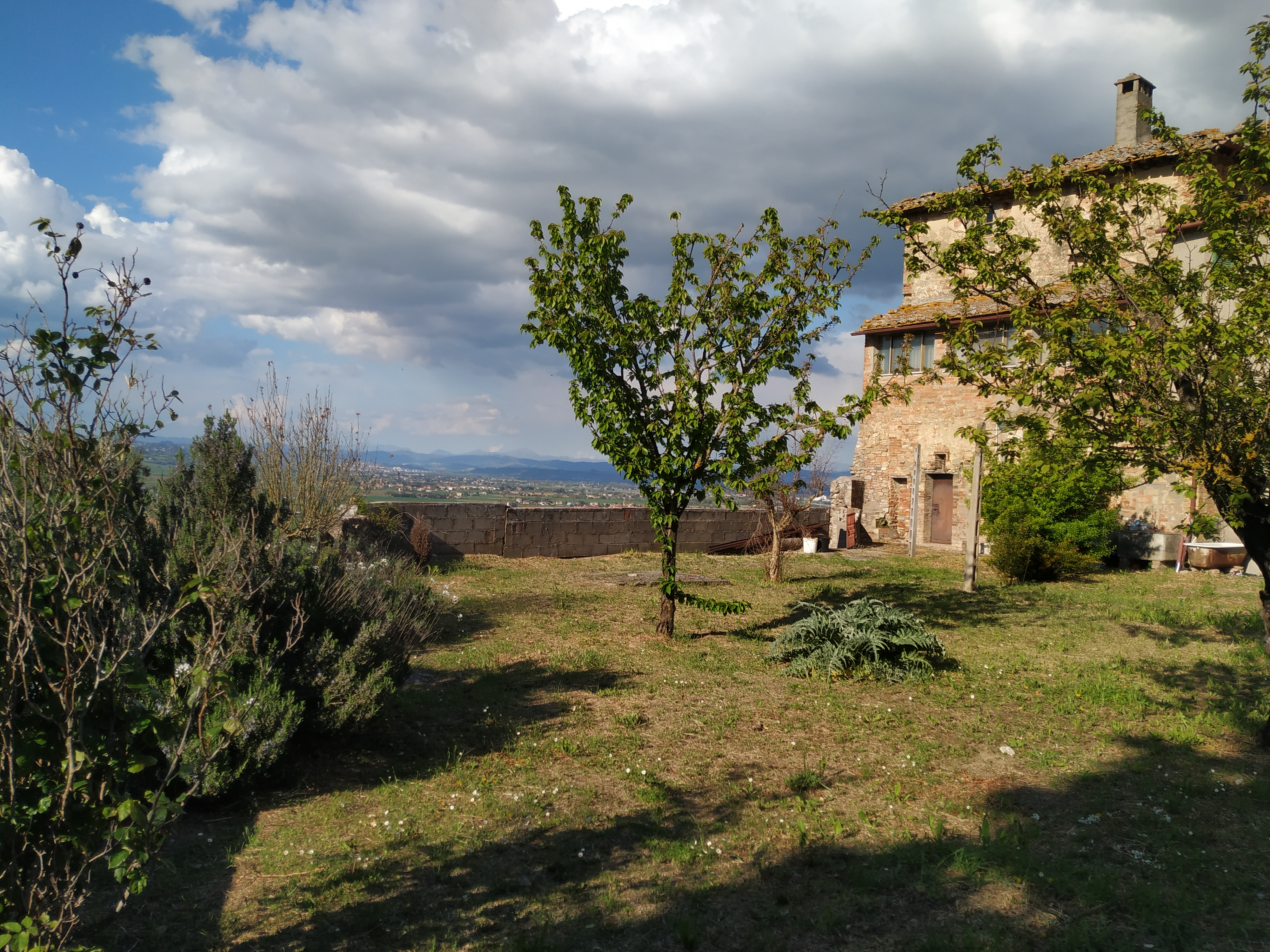
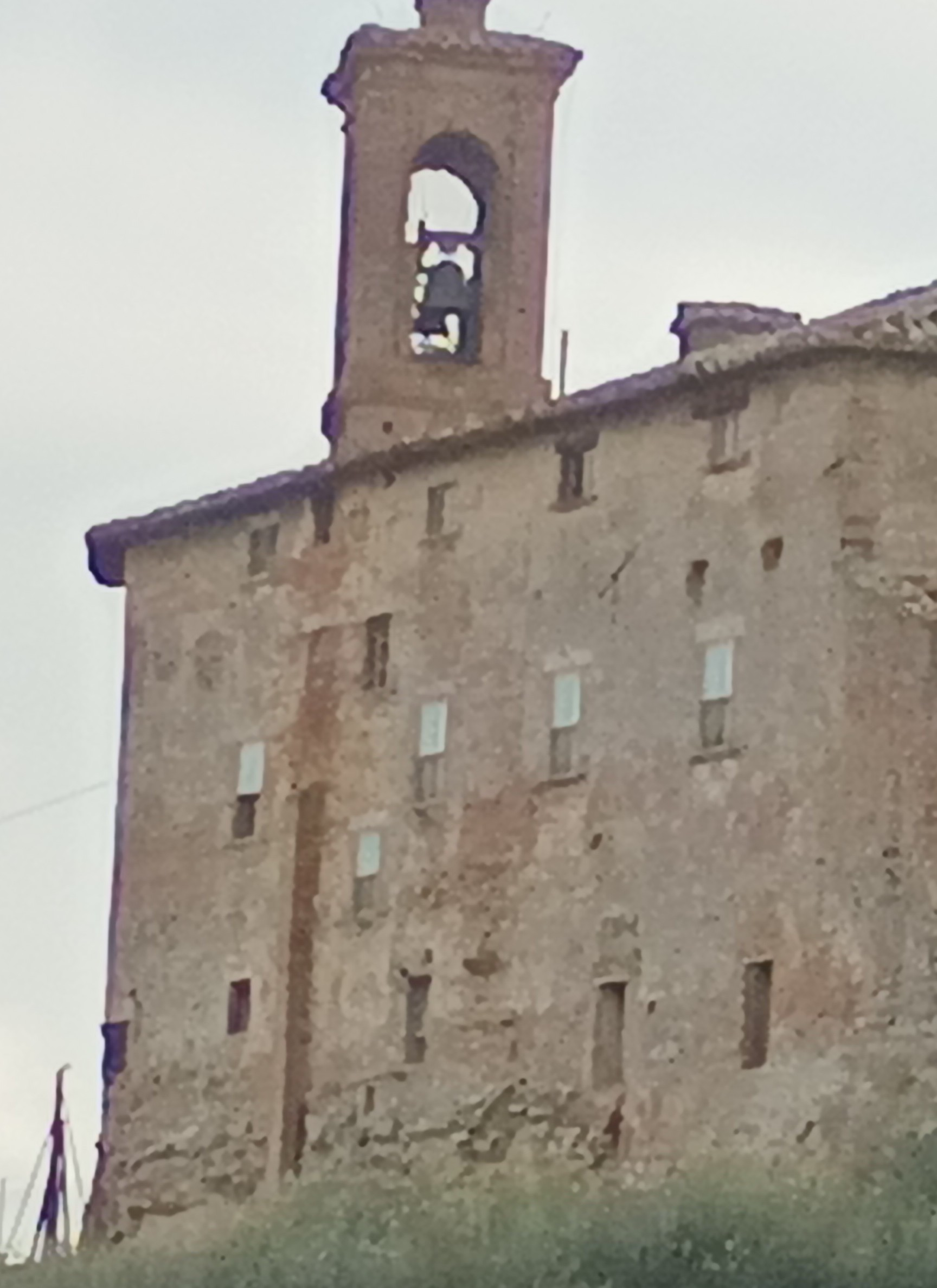
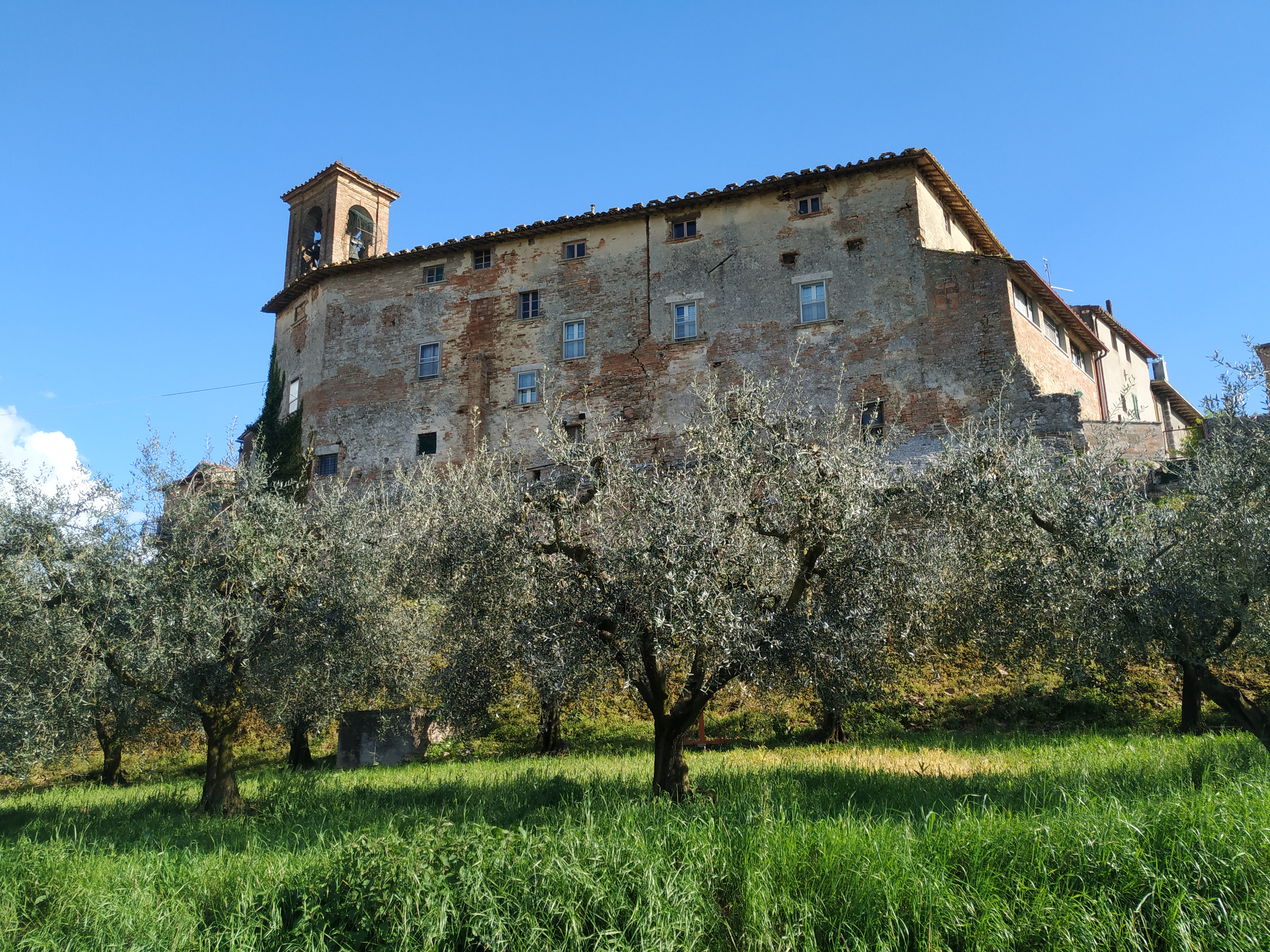
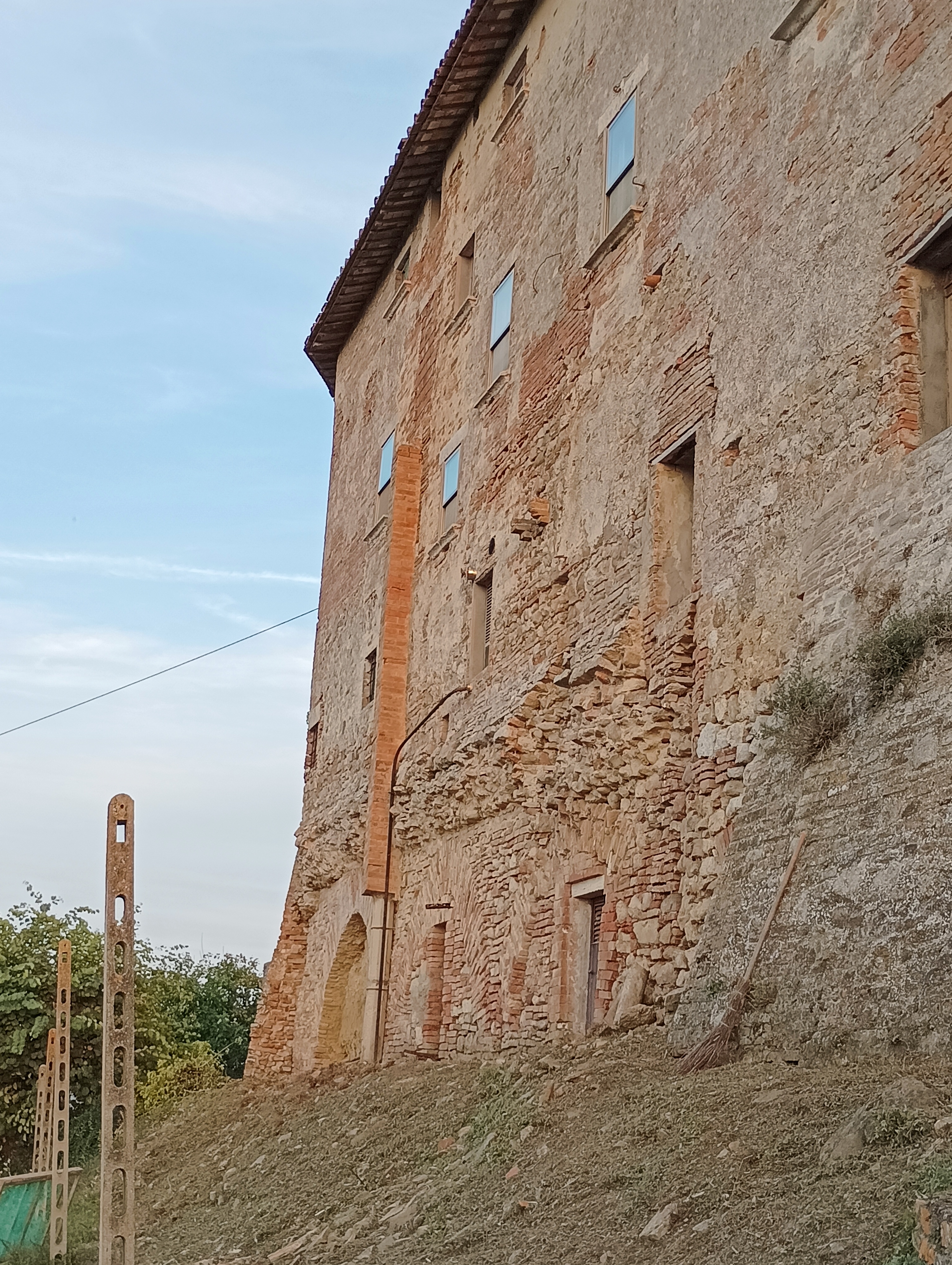
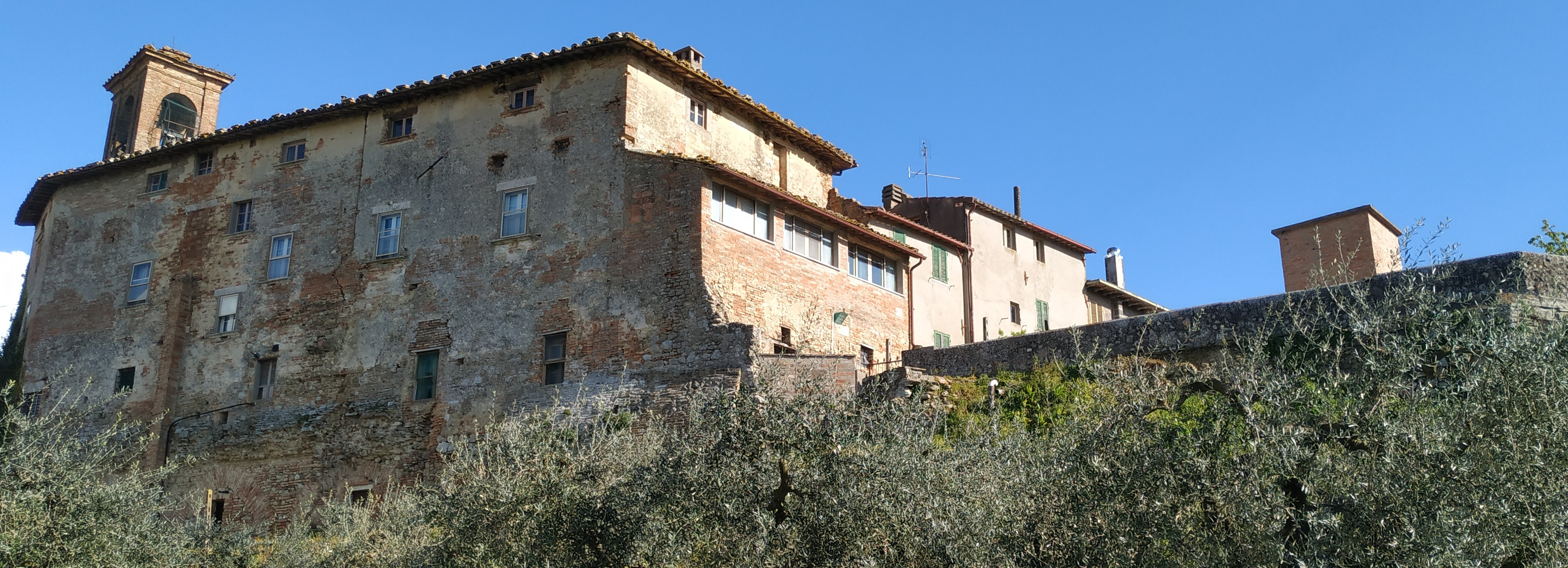
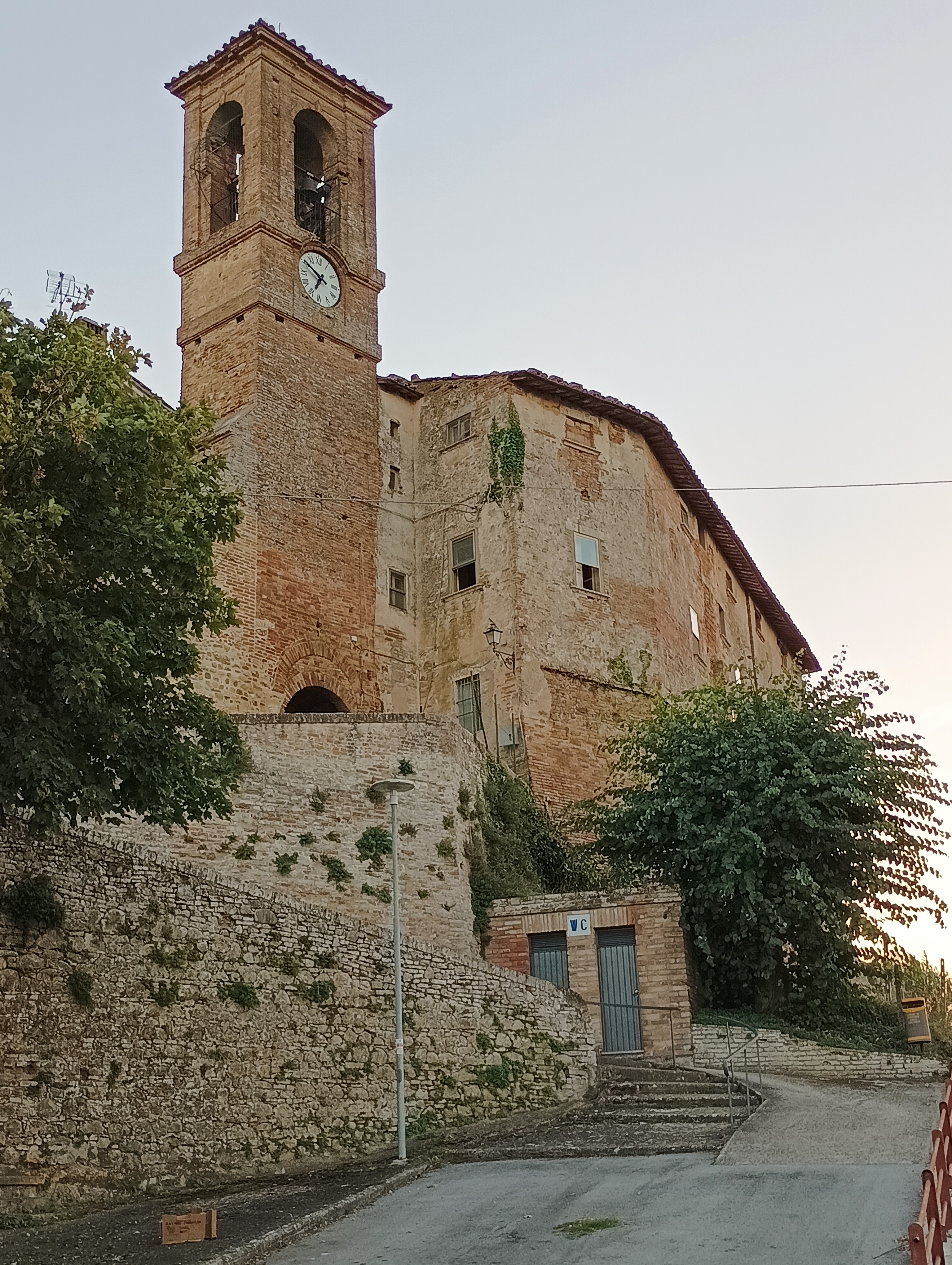